# Lunga Marcia 9
Il lunga marcia 9 (in cinese: 长征九号火箭, abbreviato LM-9 o Changzheng 9, abbreviato CZ-9) è un razzo vettore superpesante cinese attualmente in fase di sviluppo. È la nona iterazione della famiglia di razzi Lunga Marcia, dal nome della campagna militare Lunga Marcia dell'Armata Rossa cinese durante la Guerra Civile Cinese (1934-1935).
I piani attuali prevedono che il Luna Marcia 9 abbia una capacità di carico utile massima di 150.000 kg verso l'orbita terrestre bassa (LEO), 53.000 kg verso la Luna e 44.000 kg verso Marte. Le capacità di carico utile previste del Long March 9 lo collocano nella classe dei veicoli di lancio super pesanti; il programma di sviluppo del razzo è stato formalmente approvato dal governo cinese nel 2021. Il suo primo volo dovrebbe avvenire entro il 2028 o il 2029 prima di possibili missioni lunari con equipaggio cinese dopo il 2030.
LM-9 verrà utilizzato per la costruzione della International Lunar Research Station.

## Versione del 2011
Dal 2016, LM-9 è stato progettato come un razzo a tre stadi, con un diametro del core del primo stadio di 10 metri e utilizza un gruppo di quattro motori. Il design originale, chiamata versione 11 (proposto nel 2011) prevedeva delle varianti con le seguenti caratteristiche:
- CZ-9: la "variante base" con quattro booster a combustibile liquido aggiuntivi fissati allo stadio centrale (ogni singolo booster avrebbe dovuto avere un diametro massimo di 5 metri) con una capacità di carico utile di 140.000 kg in LEO.
- CZ-9A: con solo due booster aggiuntivi e una capacità di carico utile di 100.000 kg in LEO.
- CZ-9B: che prevedeva solo lo stadio centrale nudo di 10 metri di diametro e una capacità di carico utile di 50.000 kg in LEO.[8]

## Versione del 2021
Il 24 giugno 2021, Long Lehao, capo progettista della serie Long March, ha fornito alcuni aggiornamenti riguardo al Long March 9 presso l'Università di Hong Kong in una presentazione intitolata "Long March Rocket and China's Aerospace". Il design originale, chiamato versione 11 (2011), è stato soppiantato da un nuovo design, chiamato versione 21, che presenta molte modifiche tra cui un diametro allargato a 10,6 metri, una lunghezza di 108 metri e un peso di 4.122 tonnellate. Nel primo stadio saranno utilizzati 16 motori a cherosene ad ossigeno liquido YF-135, ciascuno con oltre 300 tonnellate di spinta; nel secondo e nel terzo stadio verranno utilizzati motori a idrogeno-ossigeno da 120 tonnellate di spinta (quattro nel secondo e uno nel terzo). Tutti i serbatoi del carburante sono stati modificati con un design a paratia comune e tutti i booster esterni sono stati rimossi. La capacità di carico utile all'orbita terrestre bassa è stata aumentata da 140 a 150 tonnellate e il carico utile verso la Luna è stato aumentato a 53 tonnellate. Tali modifiche al progetto lo pongono su un percorso verso la riutilizzabilità. Long ha fatto notare che questa nuova versione era ancora in fase di revisione al momento della presentazione.